# Серагельдин, Исмаил
Исмаи́л Серагельди́н (Ismail Serageldin; род. 1944, Гиза, Египет) — египетский учёный и политик, директор-учредитель открытой в 2002 году Библиотеки Александрина (в 2001—2017) и ныне её почётный библиотекарь и член попечительского совета, советник премьер-министра Египта по вопросам культуры, науки и музеев, также занимает ряд других постов и должностей, в частности, является послом Альянса цивилизаций и сопредседателем Международного центра Низами Гянджеви. В 1993—2000 годах вице-президент Всемирного банка.
Доктор философии (1972). Вице-президент Института Египта, член Египетской АН и экс-вице-президент TWAS, иностранный член Американского философского общества (2011).

## Биография
Окончил с отличием Каирский университет (бакалавр инженерии, 1964). Степени магистра с отличием и доктора философии получил в Гарвардском университете соответственно в 1968 и 1972 годах.
C 1972 года сотрудник Всемирного банка, в 1992—2000 гг. его вице-президент.
В 1996—2000 гг. председатель Global Water Partnership. В 2001—2017 гг. директор-учредитель Библиотеки Александрина, ныне её почётный библиотекарь. В 2010—2011 гг. профессор Коллеж де Франс.
Член Американской академии искусств и наук, Африканской АН, Бангладешской АН, Индийской национальной академии сельскохозяйственных наук, Европейской академии наук и искусств.
В августе 2017 года приговорён к 3,5 годам заключения за некоторые решения, принятые до 2011 года, однако после письма протеста 300 видных деятелей, включая 90 нобелевских лауреатов и 20 глав государств (действующих и бывших), приговор был обжалован и отменён апелляционным судом в конце декабря 2017 года.
Женат, сын.
Опубликовал более 500 работ и редактор и автор более 100 книг и монографий.

## Награды, отличия
- 1999 — Награда Grameen Foundation (первый удостоенный).
- 2003 — Орден Искусств и литературы, офицер (Франция).
- 2004 — Медаль Почёта Пабло Неруды (Чили).
- 2006 — Jamnalal Bajaj Award[англ.] (международная).
- 2008 — Орден Восходящего солнца, 2 степень (Япония).
- 2008 — Орден Почётного легиона, рыцарь (2008).
- 2011 — Public Welfare Medal НАН США.
- 2011 — Орден Искусств и литературы, командор (Франция).
- 2013 — Calouste Gulbenkian Prize, Calouste Gulbenkian Foundation[англ.].
- 2015 — Золотая медаль имени Низами Гянджеви Азербайджана.
- 2015 — Орден «Дружба» (25 июня 2015 года, Азербайджан) — за заслуги в пропаганде культурного наследия Азербайджана[5].
- 2016 — Почетный знак Президента Болгарской академии наук.
- 2017 — Орден Скандербега (Албания).
- 2024 — Почётный диплом Президента Азербайджанской Республики (8 мая 2024 года, Азербайджан) — за вклад в развитие связей Азербайджанской Республики на международной арене[6].

Удостоен 37 почётных докторских степеней, среди вручителей — Бухарестский университет (Румыния, 1996, доктор социологии), Мельбурнский университет (Австралия, 1996), Университет штата Огайо (США, 1998), Консерватория искусств и ремёсел (Париж, 1999), Американский университет в Каире (Египет, 2000), Университет Макгилл (Канада, 2003), Азербайджанский государственный экономический университет (2007), Университет Хазар (Азербайджан, 2007), Институт истории НАН Азербайджана (2009), Дублинский университет (2009), Свободный университет Тбилиси (2010), Государственный университет Ильи (Грузия, 2012), Софийский университет (Болгария, 2016), Латвийский университет (2017).

## Книги
- Nurturing Development, 1995
- Architecture of Empowerment, 1997
- Biotechnology and Biosafety, 1999
- Promethean Science, 2000
- Biotechnology and Sustainable Development: Voices of the South and North, 2003
- Changing Lives, 2006
- Reflections on our Digital Future, 2006
- Inventing our Future: Essays on Freedom, Democracy and Reform in the Arab World, second edition 2007
- Freedom of Expression, 2007
- Islam and Democracy, 2008